# Poornima Bhagyaraj
Poornima Bhagyaraj (en tamoul : பூர்ணிமா பாக்கியராஜ் ; en malayalam : പൂർണ്ണിമ ഭാഗ്യരാജ്), née Poornima Jayaram (en tamoul : பூர்ணிமா ஜெயராமன் ; en malayalam : പൂർണ്ണിമ ജയറാം) le 18 juillet 1960 à Bombay, est une actrice indienne d'expression tamoule et malayalam. Elle joue également dans quelques films en hindi et en télougou.

## Biographie
Bhagyaraj naît dans une famille de brahmanes tamouls ; sa langue maternelle est le tamoul.
Bhagyaraj est surtout connue pour ses rôles principaux au début des années 1980. Son jeu d'actrice avec Mohan (en tamoul) et Shankar (en malayalam) est bien accueilli par les critiques.
Le 7 février 1984, elle épouse le réalisateur, acteur et producteur de cinéma K. Bhagyaraj (en). Leurs enfants, Saranya et Shantanu, deviendront aussi acteurs.
En 1984, avant son mariage, Bhagyaraj met un terme à sa carrière d'actrice. 28 ans plus tard, elle revient en jouant le rôle de la mère de Kharti dans le drama romantique tamoul Aadhalal Kadhal Seiveer (en), sorti en 2013.

## Filmographie

### En tamoul
- Palaandu Vaazhga (2018)
- Mohini (2018)
- Mupparimanam (2017)
- Vaaimai (2016)
- Jilla (2014)
- Aadhalal Kadhal Seiveer (2013)
- Aduthathu Albert (1985)
- Vidhi (1984)
- Neengal Kettavai (1984)
- Ungal Veetu Pillai (1984)
- Mundhanai Mudichu (1983)
- Antha Sila Naatkal (1983)
- En Aasai Unnoduthan (1983)
- Kann Sivanthaal Mann Sivakkum (1983)
- Naalu Perukku Nandri (1983)
- Nenjamellam Neeyey (1983)
- Sashti Viradam (1983)
- Thambathigal (1983)
- Thanga Magan (1983)
- En Aasai Unnoduthan (1983)
- Kathal Oru Jeevanathi (1982)
- Punitha Malar (1982)
- Nandri, Meendum Varuga (1982, artiste invitée)
- Darling, Darling, Darling (1982)
- Thaai Mookaambikai (1982)
- Paritchaiku Neramachu (1982)
- Payanangal Mudivathillai (1982)
- Magane Magane (1982)
- Mamiyara Marumagala (1982)
- Kilinjalgal (1981)
- Nenjil Oru Mul (1981)

### En malayalam
- Rock Star (2015) : Gayathri
- Kaiyethum Doorathu (1985) : Yamuna
- Onnanu Nammal (1984) : Seetha
- Veruthe Oru Pinakkam (1984) : Anitha
- Hello Madras Girl (1983) : Swapna
- Oomakkuyil (1983) : Radha
- Karyam Nisaaram (1983) : Parvathi
- Naanayam (1983) : Maya
- Marakkillorikkalum (1983) : Archana
- Pin Nilavu (1983) : Parvathi
- Prasnam Gurutharam (1983) : Viji
- Kinaram (1983) : Radha
- Rachana (1983) : Thulasi
- Yudham (1983)
- Kaikeyi (1983)
- Mazhanilaavu (1983) : Susheela
- Ente Mamattikkuttiyammakku (1983) : Mercy
- Ithiri Neram Othiri Karyam (1982) : Vimala
- Kelkatha Shabdam (1982) : Poornima
- Njan Ekanaanu (1982) : Sindhu
- Olangal (1982) : Radha
- Padayottam (1982) : Laila
- Aa Rathri (1982) : Indu
- Sooryan (1982) : Ammini
- Aayudham (1982) : Sandhya
- Snehapoorvam Meera (1982) : Meera
- Kaattile Pattu (1982) : Priya
- Velicham Vitharunna Penkutti (1982) : Geetha
- Gaanam (1982) : Sreedevi
- Oothikachiya Ponnu (1981) : Sukumari
- Ahimsa (1981) : Suma
- Manjil Virinja Pookkal (1980) : Prabha
- Cheriyachante Kroorakrithyangal (1979)

### En télougou
- Manthrigari Viyyankudu (1983) : Anuradha

### En hindi
- Paheli (1977)
- Dillagi (1978)
- Ratnadeep (1979)
- Dard (1981)

## Récompenses
Filmfare Awards South
- 1982 : Meilleure actrice en tamoul pour Payanangal Mudivathillai[2]

- 1982 : Meilleure actrice en malayalam pour Olangal[3]

Kerala State Film Award
- 1980 : Meilleure actrice pour Manjil Virinja Pookkal